# 川洋
川洋/川口洋平(かわよう/かわぐち ようへい、1974年 - )は、日本のイラストレーター。
作風は、厚塗り、独特のキャラクター、崩した字体などを特徴とする。
同人誌での活動がメインであるが、ポケモンカードゲームや、村田蓮爾責任編集のコミック誌
robotを初めとする商業作品にもイラストを提供している。

## 作風
タイトルロゴやイラスト中の文字は、一見しただけでは判読が困難なほど
崩した文字で書かれていることが多い。
また、イラスト作品には川洋の考案したキャラクターが数多く描かれており、独特の世界観を構築している。
以下、主なキャラクターについて記述する。
たつ子とコボルト
初期の頃から描かれている、女の子(たつ子)と犬に似た生物(コボルト)の二人組。
たつ子はブレザーのような制服を着用し、鞘に入った包丁を肩から提げている。
コボルトは小さな白い犬に似た風貌をしており、二足歩行をする。よくビールを飲んでいる。
ブンブーおやじ
初期の同人誌から登場しているキャラクター。ゴーグルを装着し、大きく赤い鼻を持つ。両手首には大きなタイヤをはめている。
力士のような体型をした巨漢だが、4つのタイヤがついた自動車に似た姿で描かれることもある。
体内にスーツを着た痩せた中年男性が入って操っていると思われる描写のイラストがあるが、詳細は不明。
他のキャラクターと闘っている様子がよく描かれる。
レッドアンノウンと仲間たち
近年の同人誌で頻繁に描かれている三頭身ほどのキャラクター群。
レッドアンノウン以下、色の異なる5人がおり、それぞれデザインの異なる制服を着ている。
- レッドアンノウン

体色は赤。ふわふわした大きな耳を持ち、ブラウス、プリーツスカート、ネクタイ、
青いブーツを着用。念力を使うことができ、使用中は目が青く光る。
- グリーンイリーガル

体色は緑。髪型・耳が全体的に尖っている。ブラウス、プリーツスカート、カーディガンを着用。
拍車の付いたブーツを履いている。目つきが悪い。
- ブルーデチューン

体色は青。髪型はアフロ。セーラー服の上にカーディガンを着用。靴はローファー。
頭に青白く発光する髪飾りをつけている。
- ホワイトイモータル

体色も服も白一色。制服はブレザー型。大きな耳を持ち、ゴーグルをかけている。
- イエローデザート

体色は黄色。大きい耳を持ち、サンバイザーやルーズソックスなどを着用。
ドラ子いいんちょ
長い金髪を三つ編みにし、眼鏡をかけた長身のドラゴンの女の子。よくレッドアンノウンと一緒にいる。
リカ
ユスリカをモチーフにしたと思われる、羽の生えた全身スーツとガスマスクを着用した女の子。
折れ子
セルフレームの眼鏡をかけた、目つきの悪いツインテールの女の子。
画板を使って、足場の不安定な場所でも絵を描いている。左利き。
剣客姉妹
バウンティハンターらしい姉妹。
姉は青いキャップを被り、様々な道具が入ったベルトを腰に装着している。黒髪。
妹は金髪を3本の三つ編みにし、ヘッドホンを装着している。姉の刀の運搬役。